# Màfia: Estafa com puguis
Màfia: Estafa com puguis (títol original: Mafia!) és una pel·lícula estatunidenca dirigida per Jim Abrahams, estrenada el 1998. Ha estat doblada al català.

## Argument
L'ascensió del fill d'un padrí de la màfia italiana havent-hi emigrat als Estats Units al començament del segle XX i ha de fer front a les rivalitats així com a les activitats que li suposa el seu nou estatus.

## Repartiment
- Jay Mohr: Anthony Cortino
- Lloyd Bridges: Vincenzo Cortino
- Christina Applegate: Diane Steen
- Billy Burke: Joey Cortino
- Tony Lo Bianco: Cesar Marçni
- Pamela Gidley: Pepper Gianini
- Jason Fuchs: Vincenzo Cortino, de nen
- Vincent Pastore: Sal Gorgonzola
- Olympia Dukakis: Sophia, de gran
- Andreas Katsulas: Narducci
- Louis Mandylor: Vincenzo Cortino, de jove
- Joe Viterelli: Dominick Clamato
- Seth Adkins: Anthony Cortino, de nen
- Gregory Serra: Bonifacio
- Marisol Nichols: Carla
- Sofia Milos: Sophia, de jove

## Al voltant de la pel·lícula
- Es tracta de l'últim film de l'actor Lloyd Bridges. Mort uns mesos abans l'estrena, el film li és dedicat.[3]
- El vaixell al començament del film que permet al jove Vincenzo Cortino abandonar Itàlia es diu Pacino en referència a l'actor Al Pacino.
- Els films parodiats :
  - Casino
  - El Padrí
  - Un dels nostres
  - ET, l'extraterrestre
  - Forrest Gump
  - La quimera de l'or
  - Jaws
  - The Lost World: Jurassic Park
  - Chucky

### Nominació
- Premis Young Artist
  - Millor actor en un film a la categoria jove actor per a Jason Fuchs